# グライダー (ライフゲーム)

グライダーの変化の様子 (罫線が移動しているところに注意)

グライダー (glider) は、ライフゲームにおける代表的な移動物体である。ライフゲームにおいて最初に発見された移動物体であり、最小の移動物体でもある。
ライフゲームで頻繁に出現する物体の1つであり、出現率はブロックの1/3程度である。
この物体は、Rペントミノの解析中にリチャード・ガイによって発見された。2単位時間ごとに反転を繰り返しながら移動するこの物体は、その移動の様子と、パターンが進行方向を軸に鏡像になることから、幾何学用語のglide reflection（en:Glide reflection）からグライダーと名付けられた。
セル・オートマトン一般には、グライダーのような移動物体を、宇宙船と呼ぶ。

## 他の物体との衝突
グライダーは、他の物体と衝突し様々な変化を遂げることがある。

### グライダー同士の衝突
2台のグライダー同士の衝突には、方向や状態によって73通りのパターンがある。代表的なものをいくつか挙げる。
これらは消滅する。
これはブロックになる。
これはイーターになる。
これは池になる。
これは2つのブロックになる。
これは新しいグライダーが生成され、上のグライダーが来た方向に戻っていく。(キックバック反応)

### 主な固定物体との衝突

#### ブロックとの衝突
これは、消滅する。
これは新しい位置（図の×の部分）にブロックを生成する。
これは、養蜂場になる。

#### イーターとの衝突
これは、グライダーが消滅しイーターのみが生き残る。
この角度から衝突すると両方消滅する。

### その他の衝突
グライダー二機の衝突で池ができ、池とグライダーが衝突するとボートに変化し、ボートにグライダーが衝突するとシャトルに変化する。また、グライダー二機によってブロックができるから、この変化を利用してグライダーの衝突のみによって2つのシャトルが2つのブロックに挟まれた配置を取るグライダー銃を発生させることができる。
ペンタデカスロンと衝突すると、ペンタデカスロンはそのままでグライダーの軌道のみが反転する。

## ハッカーエンブレム
エリック・レイモンドは、次のような理由から、グライダーをハッカーをあらわすエンブレムとして提案した。
- グライダーは "インターネットやUnixとほぼ同時に生まれた"
- ライフゲームはハッカーの心に訴える (appeals to hackers)